# La Croix-aux-Bois
 La Croix-aux-Bois  es una población y comuna francesa, en la región de Champaña-Ardenas, departamento de Ardenas, en el distrito de Vouziers y cantón de Vouziers.

## Demografía
| 351                       | 322 | 405 | 404 | 466 | 510 | 458 | 495 | 515 | lac. | lac. | 460 | 437 | 438 | 395 | 407 | 390 | 355 | 312 | 298 | 268 | 173 | 204 | 196 | 181 | 175 | 156 | 171 | 141 | 150 | 140 | 159 | 137 | 118 |
| (Fuente: Cassini e INSEE) |     |     |     |     |     |     |     |     |      |      |     |     |     |     |     |     |     |     |     |     |     |     |     |     |     |     |     |     |     |     |     |     |     |